# Жоффруа Сент-Илер, Этьенн
Этьенн Жоффруа Сент-Илер (фр. Étienne Geoffroy Saint-Hilaire; 15 апреля 1772 — 19 июня 1844) — французский зоолог, континентальный предшественник британского эволюциониста Ч. Дарвина и предтеча современного учения об инволюции. 
Отец Изидора Жоффруа Сент-Илера.
Бальзак своёму роману «Отец Горио» предпослал следующее посвящение: «Великому и знаменитому Жоффруа де Сент-Илеру в знак восхищения его работами и гением», о знаменитом споре Кювье с Сент-Илером он писал в предисловии к «Человеческой комедии», где по его словам задался целью среди прочих применить теории последнего к обществу.

## Вклад в науку
Становление Жоффруа Сент-Илера в качестве самобытного учёного было предопределено итогами экспедиции в Египет (1798—1801). Первооткрыватель семнадцати новых родов и видов млекопитающих. Указал человечеству на существование двадцати пяти родов и видов пресмыкающихся и земноводных. Укрепил свою научную репутацию исследованиями ранее неизвестных пятидесяти семи родов и видов рыб. Его особой заслугой признается открытие и изучение реликтовой рыбы Polypterus.
Наряду с И. В. Гёте был одним из общепризнанных адептов натурфилософии. В многочисленных академических дискуссиях и публикациях отстаивал академическую позицию натурфилософа через совершенствование собственной научной теории. Если натурфилософские взгляды Гёте-натуралиста в единое целое охватывали природу и всё живое вплоть до человека, то зоолог Жоффруа Сент-Илер пропагандировал единство животного мира на основе общности происхождения всех известных видов. Он считал, что причина трансформации видов — в целесообразных и наследуемых реакциях зародышей организмов на изменения среды и основное внимание уделял начальным этапам онтогенеза, как наиболее важным для процесса преобразования форм жизни. 
В 1915 году русский зоолог Николай Холодковский для обозначения этих идей ввел термин «жоффруизм».

## Спор с Кювье

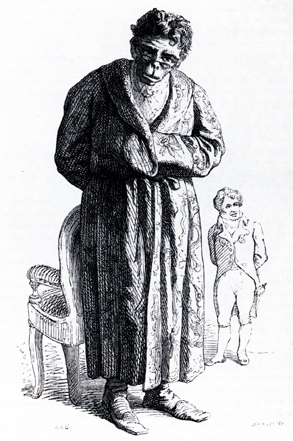
Карикатура Жана Гранвиля (Кювье изображён на заднем плане)

Затянувшийся научный спор с Жоржем Кювье был вызван попыткой Жоффруа Сент-Илер-старшего защитить собственное учение о едином плане строения всех животных от эмпирического направления в европейской зоологии. В 1830 году в течение одиннадцати заседаний французской Академии наук проходила публичная дискуссия между Жоффруа Сент-Илером и Кювье. По её результатам с осени 1830 года научная общественность Европы в целом поддержала позицию Кювье. Тогда как незадолго до своей смерти Гёте опубликовал две статьи, в которых объяснил поражение Жоффруа Сент-Илера путаницей в терминологии. Гёте ошибочно полагал, что прошедшая дискуссия укрепит позиции натурфилософии. Суть полемики заключалась в разнице взглядов на критерий общности живых форм. Кювье полагал, что ведущим критерием остаётся общность функций. А, например, не морфологическое единство и, тем более, не общность в зародышевом состоянии. Жоффруа Сент-Илер возражал, что критерием общности живых форм не может быть форма или функция организма. С публикаций 1818 года и до конфликта в 1830 году его позиция основывалась на общности индивидуального развития. Всего советский исследователь И. Е. Амлинский в 1955 году насчитал девять коренных расхождений в оценке оппонентами проблемных вопросов современной им биологии.
Спор Жоффруа Сент-Илера и Кювье отразил важнейшие тенденции в естественных науках и методологические противоречия эпохи 1820-х—30-х годов, характеризуемой сменой терминологического аппарата. Поэтому многие учёные высказались по сути прекратившейся полемики. В частности, немецкий биолог-эволюционист и материалист Э. Геккель признавал преимущество аргументов Кювье, но ценил развитие Жоффруа Сент-Илером идей французского естествоиспытателя Ж. Ламарка. Геккель полагал, что из-за количественного роста данных экспериментального естествознания усилия Жоффруа Сент-Илер-старшего не смогли предотвратить последующего падения натурфилософии, но отстаивали монистическое миросозерцание через учение о доминировании изменений внешнего мира (атмосферы) в преобразовании животных и растительных видов.

## Цитаты
Разбираемый вопрос — есть вопрос европейский, выходящий за круг естествоведения— Журнал Revue Encyclopedique о дискуссии между Жоффруа Сент-Илером и Кювье (июнь 1830).